# Thulsa Doom
Thulsa Doom es un personaje de ficción creado por el escritor Robert Ervin Howard para una serie de relatos destinados a la revista pulp Weird Tales. También es conocido por el público por ser el archienemigo de Conan en la película Conan el bárbaro, inspirada también en los relatos de Howard e interpretado por el actor James Earl Jones. Cabe aclarar que originalmente este personaje nunca apareció en los relatos de Conan, sino que Thulsa Doom era enemigo del Rey Kull de Atlantis, otro personaje creado por Howard.